# West Alton
West Alton é uma cidade localizada no estado americano de Missouri, no Condado de St. Charles.

## Demografia
Segundo o censo americano de 2000, a sua população era de 573 habitantes.
Em 2006, foi estimada uma população de 728, um aumento de 155 (27.1%).

## Geografia
De acordo com o United States Census Bureau tem uma área de
95,7 km², dos quais 73,5 km² cobertos por terra e 22,2 km² cobertos por água.

## Localidades na vizinhança
O diagrama seguinte representa as localidades num raio de 12 km ao redor de West Alton.